# Habronattus facetus
Habronattus facetus är en spindelart som först beskrevs av Alexander Petrunkevitch 1930.  Habronattus facetus ingår i släktet Habronattus och familjen hoppspindlar. Inga underarter finns listade i Catalogue of Life.